# Mark Babic
Mark Babic (né le 24 avril 1973 en Australie) est un footballeur international australien, qui évoluait au poste de défenseur.

## Biographie

### Carrière en sélection
Avec l'équipe d'Australie, il dispute 8 matchs (pour aucun but inscrit) entre 1997 et 1998. Il figure notamment dans le groupe des sélectionnés lors de la Coupe d'Océanie de 1998.
Il dispute également les Jeux olympiques de 1996 avec la sélection olympique australienne.

## Palmarès
Australie
- Coupe d'Océanie :
  - Finaliste : 1998.